# Meghri
Pour l’article homonyme, voir Meghri (rivière).
Meghri ou Megri (en arménien Մեղրի) est une ville du marz de Syunik en Arménie. En 2011, elle compte 4 789 habitants. Porte méridionale de l'Arménie, elle est distante de 376 km de la capitale arménienne, Erevan.
La ville est située à la confluence de la rivière Meghri, qui la traverse, et de l'Araxe, qui la sépare de l'Iran.
On y trouve un fort du Xe siècle reconstruit au XVIIIe siècle et deux églises du XVIIe siècle.

## Étymologie
Le nom de la ville vient du mot arménien meghri, « miel », en raison de la réputation de la région pour sa production de miel.

## Géographie

### Situation
Meghri est située à 376 km de la capitale arménienne, Erevan, et à 84 km de Kapan, la capitale régionale.

### Topographie
L'altitude moyenne de Meghri est de 610 m. Face à l'Araxe, elle est entourée de montagnes arides.

### Hydrographie
Meghri est située à la confluence de l'Araxe, enjambé par un pont depuis 1992, et de la rivière Meghri, qui la traverse.

### Climat
| Mois                                | jan. | fév. | mars | avril | mai | juin | jui. | août | sep. | oct. | nov. | déc. | année |
| ----------------------------------- | ---- | ---- | ---- | ----- | --- | ---- | ---- | ---- | ---- | ---- | ---- | ---- | ----- |
| Température minimale moyenne (°C)   | 0    | 1    | 4    | 8     | 11  | 14   | 17   | 15   | 13   | 8    | 5    | 2    | 8,2   |
| Température maximale moyenne (°C)   | 4    | 5    | 10   | 15    | 16  | 19   | 22   | 21   | 20   | 14   | 10   | 6    | 13,5  |
| Précipitations (mm)                 | 3    | 9    | 15   | 15    | 18  | 12   | 3    | 3    | 6    | 9    | 15   | 9    | 9,75  |
| Nombre de jours avec précipitations | 4    | 5    | 7    | 8     | 7   | 5    | 2    | 2    | 2    | 5    | 5    | 5    | 4,75  |

| Diagramme climatique                                  |     |       |       |        |        |       |       |       |      |       |     |
| J                                                     | F   | M     | A     | M      | J      | J     | A     | S     | O    | N     | D   |
| 403                                                   | 519 | 10415 | 15815 | 161118 | 191412 | 22173 | 21153 | 20136 | 1489 | 10515 | 629 |
| Moyennes : • Temp. maxi et mini °C • Précipitation mm |     |       |       |        |        |       |       |       |      |       |     |

### Territoire
La communauté couvre 3 201 hectares, dont :
- 1 856 ha de terrains agricoles ;
- 105 ha de terrains industriels ;
- 18 ha alloués aux infrastructures énergétiques, de transport, de communication, etc. ;
- 906 ha d'aires protégées ;
- 18 ha d'eau[1].

## Histoire
Au sein du royaume d'Arménie, la localité fait partie du canton de Gołt’n, un canton de la province arménienne historique du Vaspourakan selon le géographe arménien du VIIe siècle Anania de Shirak. Meghri est ensuite intégrée dans le royaume de Siounie. Elle est mentionnée aux époques seldjoukide et mongole. Elle devient par après le centre d'un mélikat qui existe encore à la fin du XVIIe siècle.
En 1828, la localité est intégrée à la province du Karabagh au sein de l'Empire russe ; en 1868, elle est incluse dans le nouveau gouvernement d'Elizavetpol.

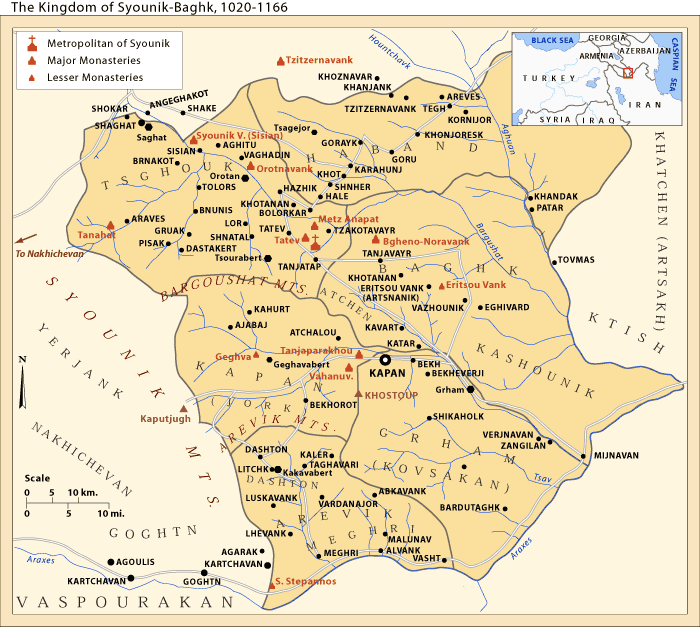
Royaume de Siounie-Baghk.
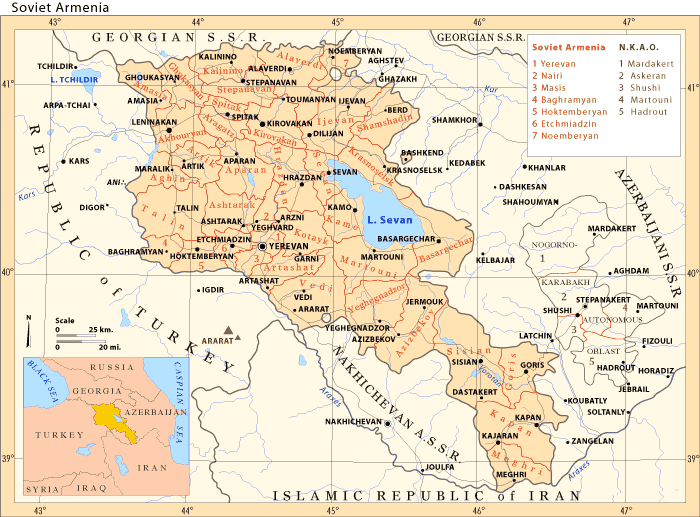
Carte de l'Arménie soviétique et de ses raions.

Sous l'URSS, en 1930, elle devient le centre du raion du même nom au sein de la République socialiste soviétique d'Arménie. Elle accède au rang de ville en 1984.
En 1999-2000, lors de négociations entre le président arménien Robert Kotcharian et le président azerbaïdjanais Heydar Aliyev visant à mettre fin à la guerre du Haut-Karabagh, une piste aurait été de céder la région de Meghri à l'Azerbaïdjan (faisant ainsi le lien avec le Nakhitchevan) en échange du rattachement du Haut-Karabagh à l'Arménie ; aucune suite n'y a été donnée.

## Politique
Le chef de l'administration est le maire (ou plus correctement le chef de la communauté).
| Période       | Période  | Identité               | Étiquette                   | Qualité |
| ------------- | -------- | ---------------------- | --------------------------- | ------- |
| 2005          | 2008     | Micha Hovhannissian    |                             |         |
| 2008          | 2012     | Sergeï Haïrapetian     | Parti républicain d'Arménie |         |
| 2012          |          | Archavir Hovhannissian | Indépendant                 |         |
| novembre 2021 | mai 2024 | Bagrat Zakarian        | République                  |         |
| mai 2024      |          | Khachatur Andreassian  |                             |         |

## Économie
L'économie de la ville repose principalement sur la production de produits manufacturés (conserves de fruits, boissons) et d'électricité.

## Transport
La ville est dotée d'un aéroport, autrefois en liaison avec l'aéroport Erebouni d'Erevan.
Meghri est traversée par la M17.

## Démographie
| 1959  | 1970  | 1979  | 1989  | 2001  | 2008  | 2011  |
| ----- | ----- | ----- | ----- | ----- | ----- | ----- |
| 3 095 | 4 130 | 4 190 | 4 670 | 4 805 | 4 801 | 4 789 |

## Urbanisme
La ville est divisée en deux parties : le « Grand District » (Mets Tagh) et le « Petit District » (Pokr Tagh) ; ce dernier, l'ancien centre, a conservé des bâtiments typiques de l'architecture arménienne, aux décors boisés mais globalement mal entretenus.

## Patrimoine
Outre sa forteresse du Xe siècle reconstruit par David Bek au XVIIIe siècle, Meghri comprend trois églises du XVIIe siècle, Sourp Astvatsatsin (« Sainte-Mère-de-Dieu »), Sourp Hovhannes (« Saint-Jean ») et Sourp Sargis (« Saint-Serge »). On y trouve aussi un monument en hommage aux 20 pendus du Hentchak, inauguré en 2001.

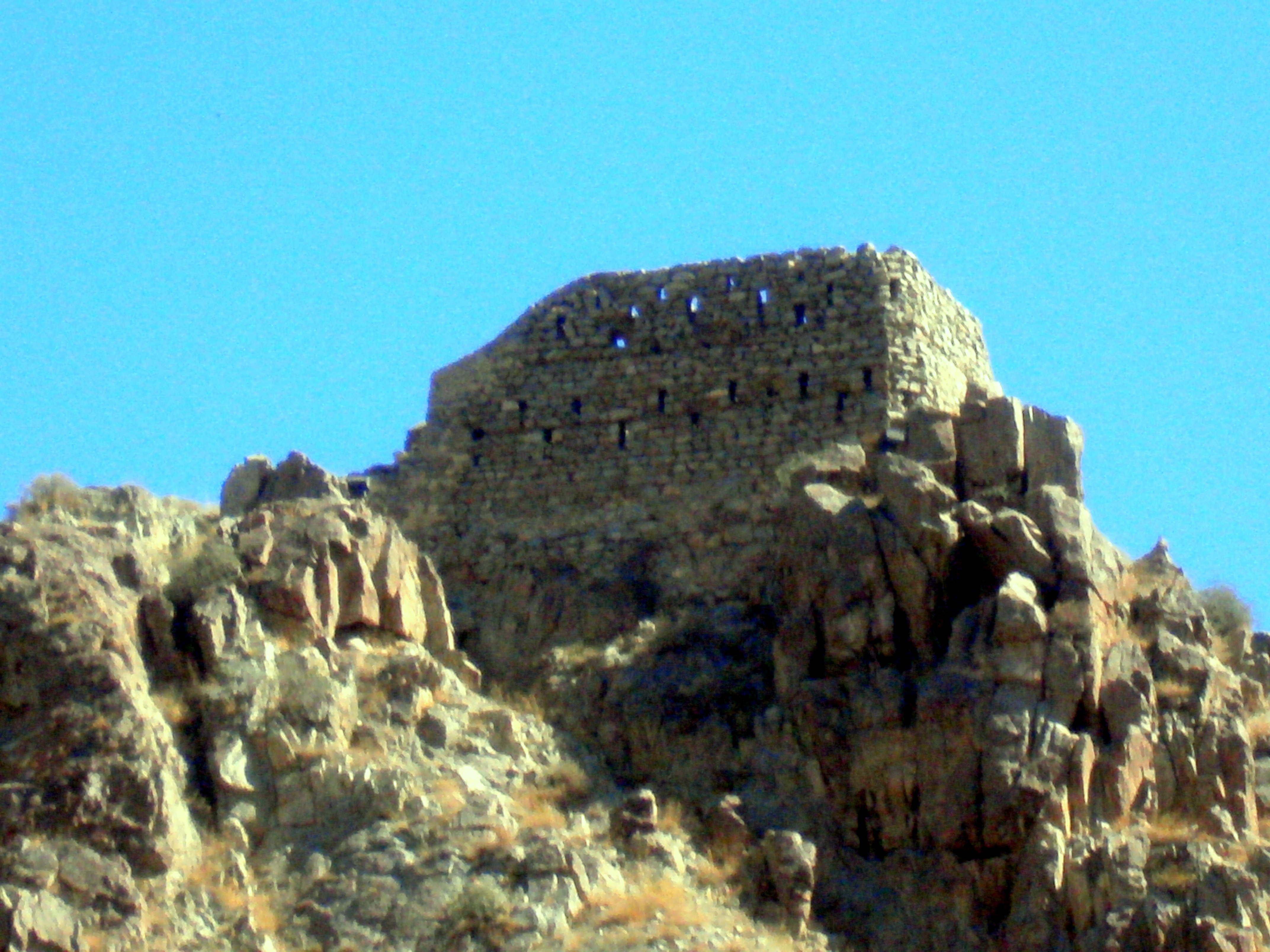
Forteresse de Meghri.
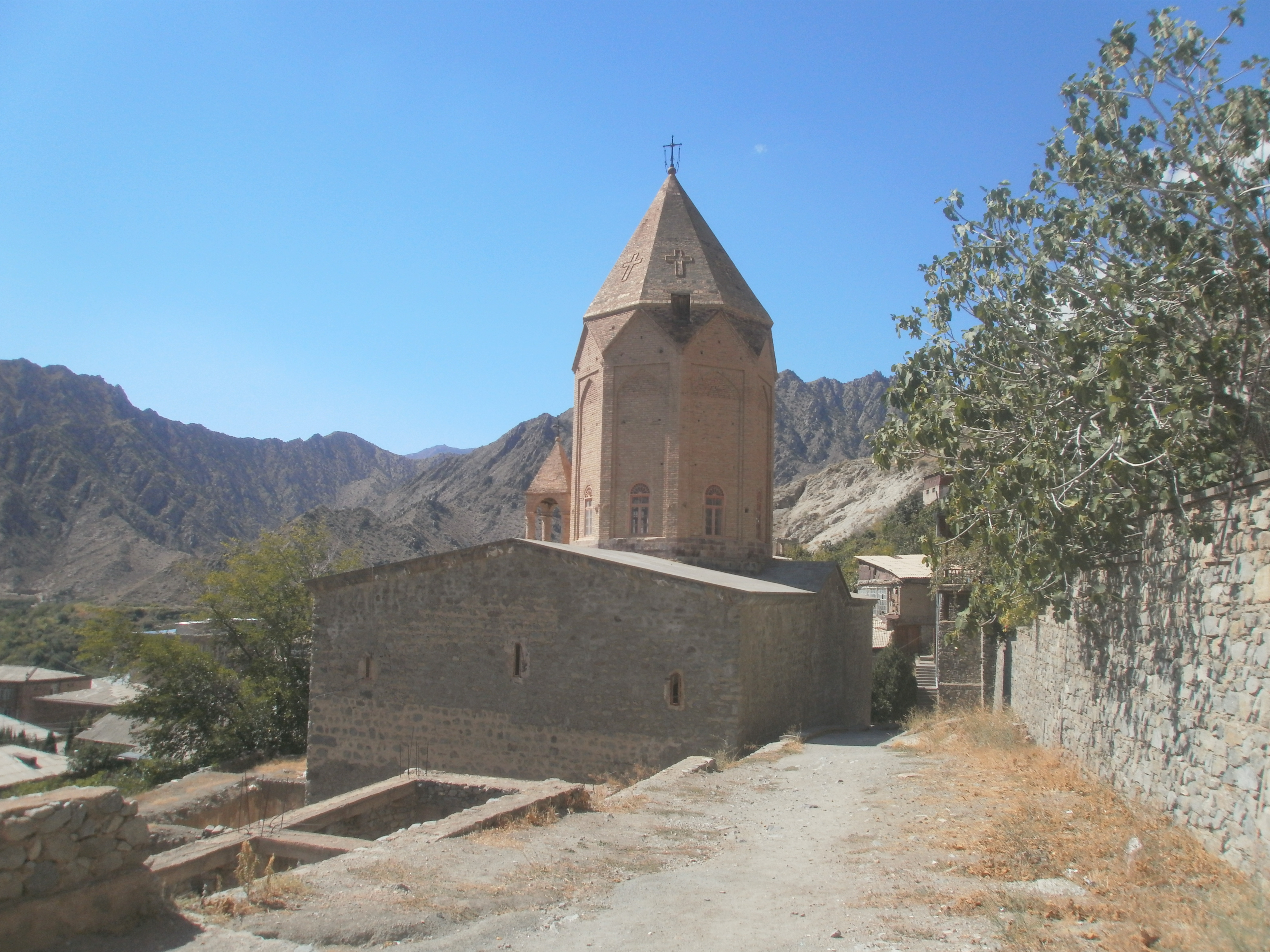
Sourp Astvatsatsin.
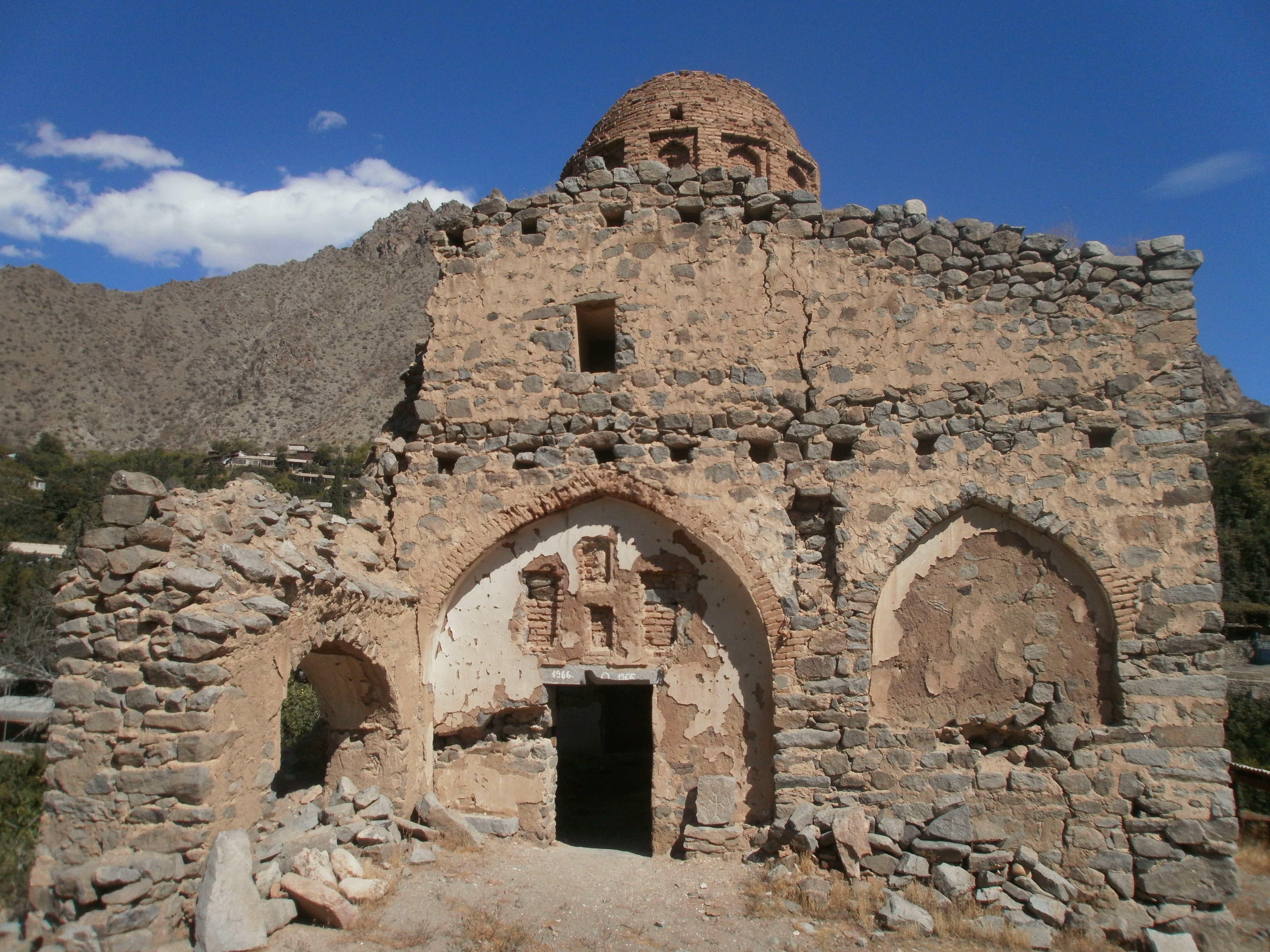
Sourp Hovhannes.
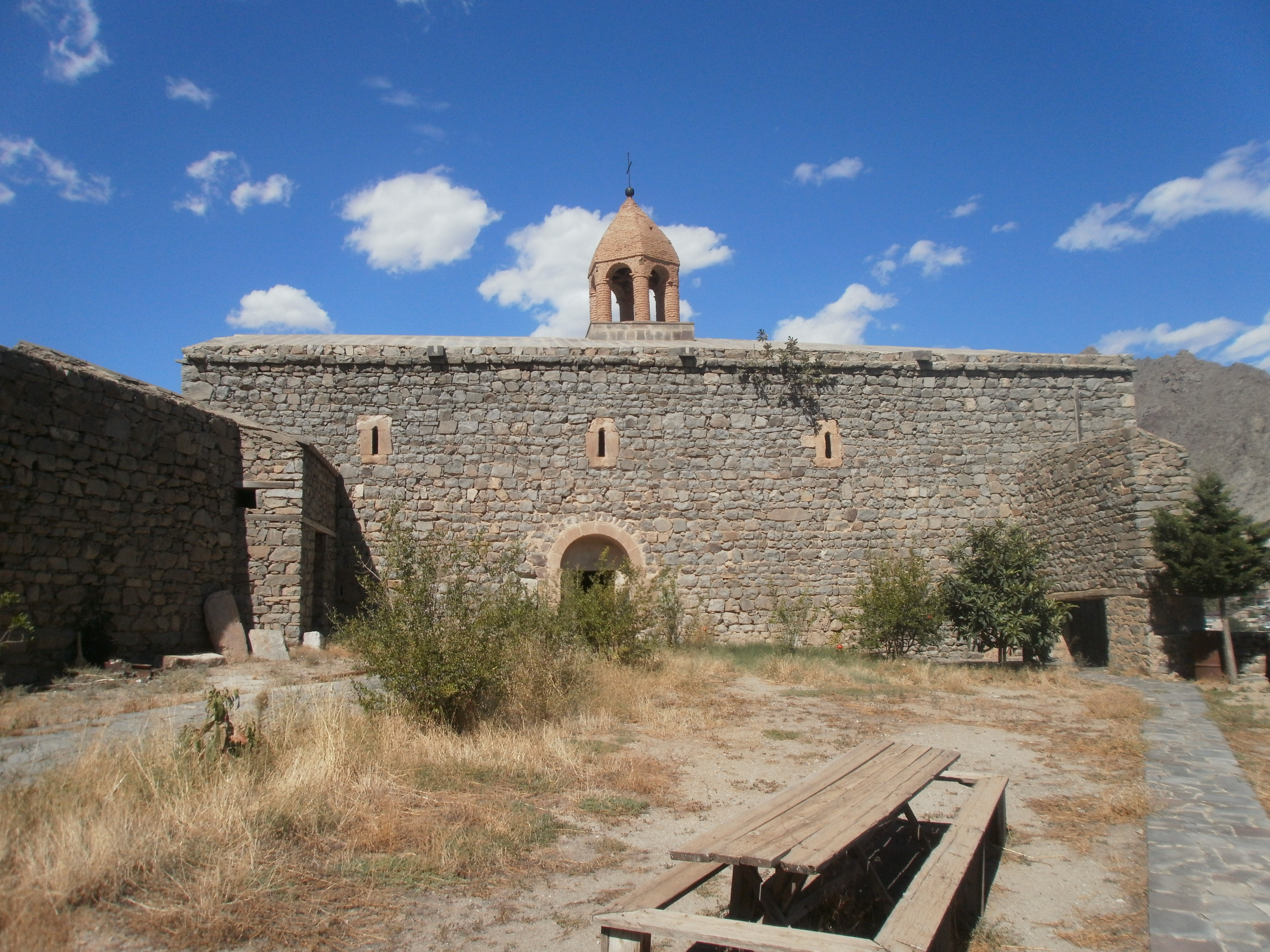
Sourp Sargis.